# Carlos Rivera
Carlos Rubén Rivera Ruiz (Mayagüez, 5 febbraio 1983) è un cestista portoricano.

## Carriera
Con Porto Rico ha disputato i Campionati mondiali del 2014 e due dei Campionati americani (2015, 2017).